# Schlacht in den Wolken
Schlacht in den Wolken ist ein britisch-französischer Kriegsfilm des Regisseurs Jack Gold aus dem Jahr 1976 auf der Grundlage des Stücks Journey’s End von R. C. Sherriff und dem autobiografischen Roman Sagittarius Rising von Cecil Lewis. Deutschlandpremiere war am 30. September 1976.

## Handlung
Erster Weltkrieg, Oktober 1916: Vor den gebannt lauschenden Schülern des Eton College spricht ein ehemaliger Schüler, der Fliegeroffizier John Gresham, über seinen Dienst beim Royal Flying Corps – „unsere neue Waffe, um den Hunnen zu schlagen“. Nachdem Gresham geendet hat, fordert der Head Master die jungen Schüler auf, später ebenfalls „das Spiel um des Spieles willen zu spielen“ – also zu gegebener Zeit mit der Waffe in der Hand für England und das Britische Empire zu kämpfen.
Die eigentliche Handlung des Films spielt sich dann ein Jahr später innerhalb von sieben aufeinanderfolgenden Tagen ab: Major Gresham ist Führer der 76. Staffel des Royal Flying Corps an der Westfront. Dort kommt im Herbst 1917 ein neuer Ersatzmann an, Second Lieutenant Croft. Die Staffel ist gerade unterwegs. Zuerst trifft Croft auf Lt. Crawford, der auf der Basis zurückgeblieben ist, vor dem psychischen Zusammenbruch steht und mit allen Mitteln versucht, weitere Einsätze zu umgehen. Bei der Rückkehr muss Major Gresham feststellen, dass er den jungen Nachwuchspiloten nicht nur aus Eton kennt – er war Crofts House Captain. Croft ist noch dazu der Bruder von Greshams Freundin und bewundert den einige Jahre älteren Fliegerhelden auf jungenhafte Art. Gresham ist dies alles einigermaßen unangenehm, dazu hat der Staffelführer ein Alkoholproblem. Er trinkt, um den Stress der Luftkämpfe bewältigen und überhaupt ständig fliegen zu können. Nun fühlt er zusätzlich die Verantwortung für das Wohlergehen des Bruders seiner Freundin. Er versucht, Croft, der lediglich 15 Stunden Flugerfahrung hat, vor allem das Überleben in der Luft beizubringen. Aber auch am Boden muss Croft noch dazulernen, einige Male bringt er sich in Bedrängnis, als er ungeschickt gegen die Etikette unter den Offizieren verstößt. 
Croft übersteht einige Flüge, Landungen, Flakfeuer und Angriffe deutscher Flugzeuge. Er verwandelt sich schnell von einem naiven Schuljungen in einen passablen Flieger. Auch anderes ist neu für ihn: Gresham will einen von ihm zur Landung gezwungenen deutschen Offizier finden und für einen Abend aus der französischen Kriegsgefangenschaft „leihen“, um mit dem Gegner und seinen Kameraden ein Fest zu feiern – rücksichtslos setzt er sich bei den Franzosen durch und bekommt seinen Gefangenen. Das Elend des Grabenkriegs scheint er gar nicht wahrzunehmen. So lernt Croft auch den eigenwilligen Komment der Fliegeroffiziere kennen: Feinde, die sich am Tag mit allen Mitteln bis zum Tode bekämpfen, können eine Auszeit nehmen und gemeinsam feiern. Von einem Aufklärungsflug kehrt Croft nur mit knapper Not zurück, der fotografierende Mitflieger, Captain Sinclair, war getroffen worden und ist bei der Landung bereits tot, ein schwerer Schlag für Croft, denn der ältere Offizier hatte sich auf väterliche Art seiner angenommen. Der Tod gehört zum Alltag der Flieger, sie verbringen die Freizeit zwischen den Einsätzen meist in der Offiziersmesse, wobei zur Bewältigung von Stress und Todesangst dem Alkohol zugesprochen wird und schwermütig-sarkastische Lieder angestimmt werden. Auch sucht man in einer nahegelegenen französischen Stadt Prostituierte auf – ein weiteres Initiationserlebnis für Croft. Ansonsten nimmt Crofts Respekt gegenüber Gresham noch zu: der Major hält seine Truppe kameradschaftlich zusammen. Gresham äußert sich offen und bitter über die Offiziere im Hauptquartier, die ohne Rücksicht auf Verluste Einsätze befehlen und aus Gründen der Kampfmoral den Piloten keine Fallschirme zuteilen.
Im Morgen des siebten Tages startet die Staffel zu einem weiteren gefährlichen Unternehmen: hinter den feindlichen Linien sollen deutsche Beobachtungsballone abgeschossen werden. Im anschließenden Luftkampf kann Croft seinen ersten Sieg erringen, nachdem bereits mehrere seiner Kameraden abgeschossen worden sind. Doch bei der Rückkehr zur Basis kollidiert er mit einem deutschen Flieger und stirbt. Später müht sich Gresham, der einzige Überlebende des Himmelfahrtskommandos, verzweifelt mit den Kondolenzbriefen an die Angehörigen der Toten ab. Nachdem sich gerade wieder drei junge Ersatzpiloten bei der Staffel zum Dienstantritt gemeldet haben, hat Gresham beim Blick aus dem Fenster eine Halluzination. Er meint, Croft wäre gerade aus seinem Flugzeug gestiegen und käme auf die Stabsbaracke zu, bevor die Erscheinung verschwindet.

## Hintergrund
Gedreht wurde unter anderem auf dem Booker Airfield in Buckinghamshire, England. Einige Szenen, besonders die mit den Ballonbeobachtern, stammen aus dem Film Der blaue Max von 1966.
Die Filmeditorin Anne V. Coates konnte 1963 einen Oscar gewinnen.

## Kritiken
Das Urteil des film-dienst fiel zwiespältig aus: „Trotz bemerkenswerter Darstellerleistungen verhindert die Vorstellung vom Krieg als Abenteuer und das breite Ausspielen flugtechnischer Tricks die möglicherweise beabsichtigte Entlarvung des Krieges als Vernichtung.“ Die Zeitschrift Cinema attestierte dem Film eine „Top Besetzung und gekonnte Flugsequenzen in beklemmender Geschichte“ und kam zu dem Schluss: „Hier werden keine Heldenlieder gesungen.“

## Auszeichnungen
1977 war der Film in der Kategorie Beste Kamera (Gerry Fisher) für den BAFTA Award nominiert. Im selben Jahr wurde Schlacht in den Wolken mit dem Evening Standard British Film Award als bester britischer Film ausgezeichnet. Am 25. Oktober 1976 wurde dem Film von der Filmbewertungsstelle Wiesbaden das Prädikat „sehenswert“ verliehen.

## Synchronisation
| Rolle                 | Darsteller          | Synchronsprecher       |
| --------------------- | ------------------- | ---------------------- |
| Major Gresham         | Malcolm McDowell    | Randolf Kronberg       |
| Captain Sinclair      | Christopher Plummer | Heinz Petruo           |
| Lt. Croft             | Peter Firth         | Hubertus Bengsch       |
| Lt. Crawford          | Simon Ward          | Arne Elsholtz          |
| Lt. Thompson          | David Wood          | Norbert Langer         |
| Direktor              | John Gielgud        | Ernst Wilhelm Borchert |
| Oberstleutnant Silkin | Trevor Howard       | Arnold Marquis         |
| Colonel Lyle          | Richard Johnson     | Christian Rode         |
| General Whale         | Ray Milland         | Wolfgang Lukschy       |